# 크림새우
크림새우(cream--, 중국어 간체자: 富贵明虾, 정체자: 富貴明蝦, 병음: fùguì míngxiā 푸구이밍샤[*], 한자음: 부귀명화)는 껍질 깐 새우에 감자녹말과 달걀흰자 등으로 만든 튀김옷을 입혀 튀긴 다음 마요네즈와 설탕, 레몬 즙(또는 식초) 등으로 만든 "크림소스"에 버무린 음식이다. 소스에 크림이나 우유를 넣어 만들기도 한다. 전통적으로 "진쓰(金丝, 金絲, jīnsī, 금사)"라 불리는 얇은 감자 튀김을 올려 먹기도 한다.

## 사진

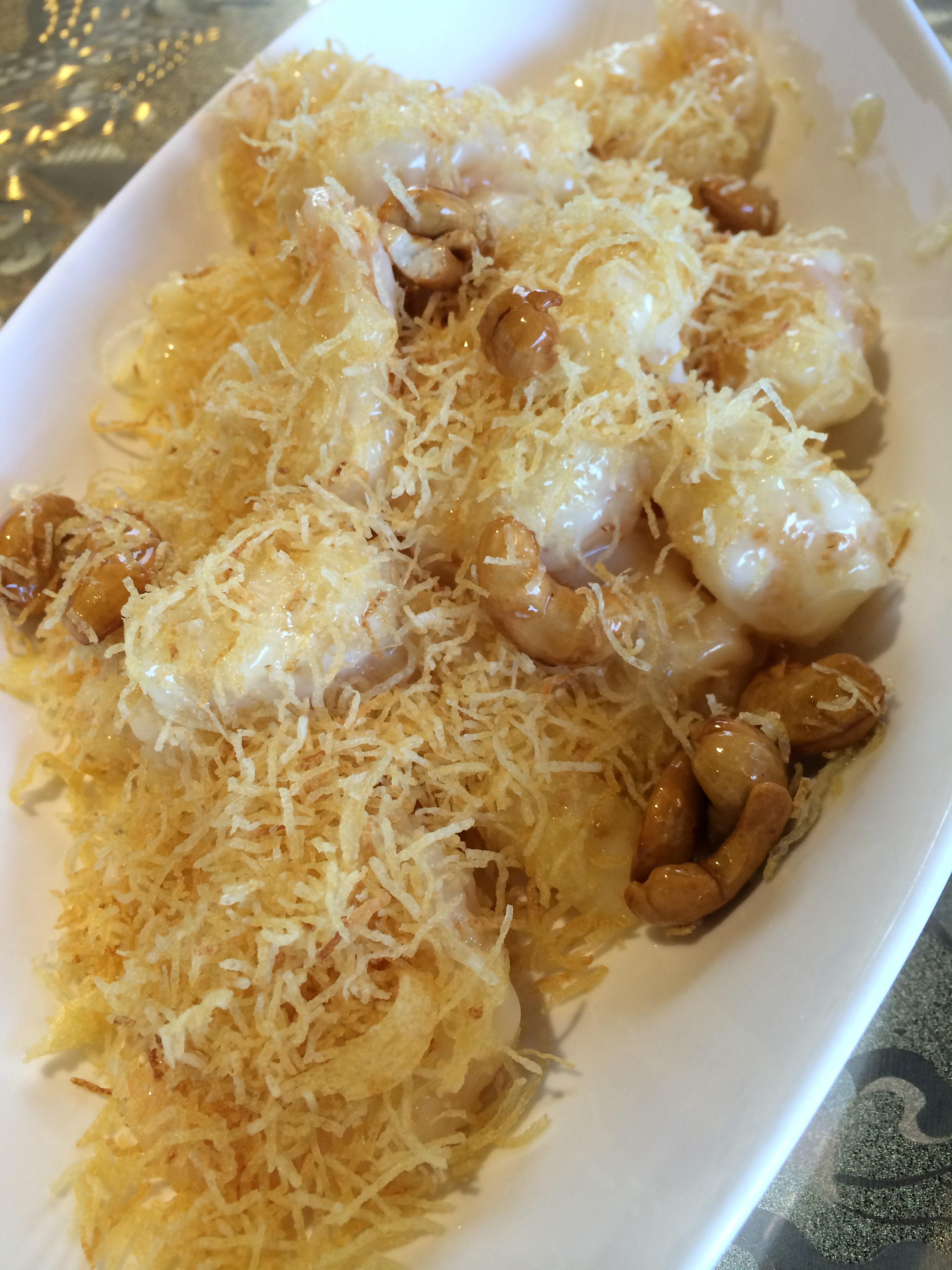
진쓰를 올린 크림새우

## 같이 보기
- 칠리새우